# WinHex
WinHex é um editor hexadecimal para Microsoft Windows, útil para recuperação de dados e ciência forense.